# Костюм водяного охлаждения

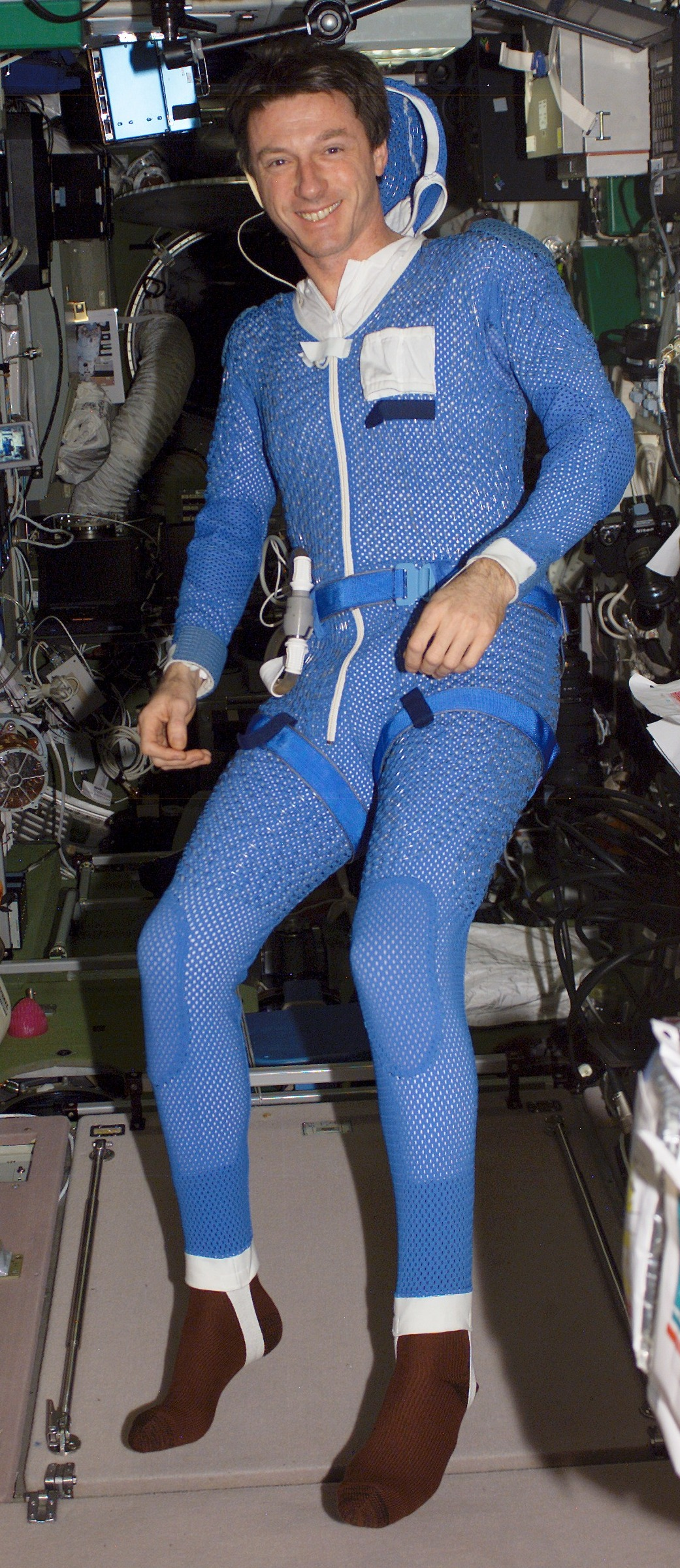
Российский костюм водяного охлаждения «Орлан»

Костюм водяного охлаждения (КВО) — костюм для регулирования температуры космонавта и внутреннего пространства скафандра при выходе в открытый космос.
Хотя это устройство чаще всего ассоциируется с космическими скафандрами, оно также используется в местах, где охлаждение на открытом воздухе трудно или невозможно достичь — например, при пожаротушении, при работе на сталелитейном заводе или хирургами во время длительных или напряжённых процедур.

## Особенности теплопередачи в скафандре
Герметичный скафандр не выпускает излучённое в процессе работы космонавта тепло. На земле теплообмен между телом человека и окружающей средой в основном происходит за счёт испарения пота, конвекции и излучения. Многие космические скафандры покрыты теплоизоляционным материалом (ЭВТИ), которое не позволяет активно проникать излучению, а также выходить наружу.
Испарение пота не эффективно в невесомости и ограниченных замкнутых пространствах, так как пот не рассеивается.
В первых скафандрах происходило вентилирование газовой смеси для дыхания, и за счёт конвекции проходил теплообмен. Это работало в скафандрах, не изолированных от космического корабля. Для длительных выходов в изолированных скафандрах это также неэффективно.
Для лучшего теплообмена используется кондукция — прямой теплообмен от тела к теплообменику. Реализуется это через облегающий костюм, надеваемый на тело под скафандром.

## Устройство КВО
Сам костюм представляет собой сетчатый комбинезон из трикотажного полотна. Это позволяет пропускать воздух к телу человека.
Костюм пронизан сетью тонких пластиковых эластичных трубочек, по которым циркулирует вода.
Вода обладает высокой теплоёмкостью, поэтому её требуется совсем немного, чтобы снять большое количество теплоты. Таким образом, насос может иметь незначительную мощность.
Этот костюм подключается к радиатору скафандра, образуя замкнутую систему, по которой циркулирует вода, насосу и регулятору. Космонавт сам регулирует температуру и подачу охлаждающей воды по своим субъективным ощущениям. Если он занят и не может отвлекаться, то подачу воды регулируют автоматы. С помощью приборов по разнице температур на входе и выходе определяется количество удалённой теплоты, а по содержанию углекислоты в выдыхаемом воздухе — затраченная работа. Если эти величины не совпадают, то насос начинает работать соответственно быстрее или медленнее, увеличивая или уменьшая теплопередачу соответственно.

## Параметры
Для примера показаны параметры активно-использующегося костюма (КВО-М):
- величина теплосъёма — до 400 Вт
- общая длина трубок — ~ 65 м
- Масса (вместе с водой) — ~ 3 кг